# بنجامين فنكل
بنجامين فرانكلن فينكل (بالإنجليزية: Benjamin Franklin Finkel)‏ أو بنجامين فنكل (1865-1947م) هو رياضياتي وتربوي ويُعرف بأنه مؤسس مجلة الرياضيات الأمريكية الشهرية. وُلد فنكل في مقاطعة فيرفيلد، أوهايو وتعلم في المدارس الحكومية الصغيرة، استلم فنكل الباكلريوس والماجستير من جامعة أوهايو الشمالية (1888م و1891م على التوالي). في عام 1888م ألّف كتاب حلول الرياضيات. وكانت الغاية من الكتاب هي إعطاء معلمي الرياضيات نص يُنتفع به في مسائل وطرق حل الأنظمة، وقد كانت الطريقة عبارة عن ربط المعادلات في سلسلة من التبريرات وفي ترتيب منطقي، للوصول للنتيجة الصحيحة. أول نسخة أُجلت إلى عام 1893م، بسبب مشاكل مالية عند الناشر. تنص مقدمة الكتاب على أن العمل كان مبنياً على 8 سنوات من التعليم في المدارس العامة. ومن ثم أُلحق بطبعات أخرى في الأعوام 1897م، و1899م و1902م. في عام 1895م أصبح بروفسور رياضيات وفيزياء في كلية دروري. وكان عالم في الرياضيات بجامعة شيكاغو من عام 1895م إلى 1896م. في عام 1906م مُنح الدكتوراه من جامعة بنسلفانيا، حيث حصل سابقاً على درجة أستاذ إضافية في عام 1904م. وكان عضوٌ أيضاً في مجتمع الرياضيات الأمريكي، في عام 1894م؛ وكذلك مجتمع الرياضيات بلندن، في عام 1898م؛ ورياضيات دائرة باليرمو؛ في عام 1902م. واحتفظ بأستاذيته في كلية دروري حتى وفاته عام 1947م.

## روابط خارجية
بنجامين فنكل 1865-1947م من قطاع أوهايو لجمعية الرياضيات الأمريكية.